# Asfeld
Asfeld ist eine französische Gemeinde mit 1.081 Einwohnern (Stand 1. Januar 2022) im Département Ardennes in der Region Grand Est. Sie gehört zum Arrondissement Rethel und zum Kanton Château-Porcien.

## Geografie
Die Stadt liegt am Ufer des Flusses Aisne und am parallel verlaufenden Canal des Ardennes, der eine schiffbare Verbindung zwischen dem Großraum Paris und Belgien durch das Gebiet der Ardennen darstellt.

## Geschichte
- Im Mittelalter hieß der Ort Ecry, benannt nach den Herren von Ecry, die das Gebiet zum Lehen haben.
- Im Jahr 1199 wurde in Ecry bei einem Turnier und nach einer Predigt des Fulko von Neuilly der Vierte Kreuzzug eingeleitet.
- Während des Hundertjährigen Krieges besetzten die Engländer Ecry.
- Nach großen Zerstörungen im Dreißigjährigen Krieg erwarb Jean-Jacques de Mesmes, Graf d’Avaux, im Jahr 1671 Ecry. Er gab dem Ort den neuen Namen Avaux-la-Ville.
- Graf d’Avaux ließ 1680–1685 eine Kirche im barocken Stil errichten.
- Nach dem Tod des letzten Grafen d’Avaux verkauften seine zwei Töchter den gesamten Besitz. Im Jahr 1728 ging der gesamte Rest der Grafschaft von Avaux in das Eigentum des Baron Claude-François Bidal.
- Er gab dem Ort nun den Namen Asfeld, abgeleitet von seinem geerbten Titel eines Barons von Harsefeld (Deutschland / Niedersachsen). Harsefeld heißt in der plattdeutschen Umgangssprache Hasfeld. Da die Franzosen das H schlecht aussprechen können, wurde aus Hasfeld nun Asfeld.
- Claude François Bidal, 1er marquis d’Asfeld wurde 1734 Marschall von Frankreich.
- Nach dem Tod des Marschalls 1743 folgte ihm sein Sohn Claude-Étienne nach und wurde 2. Marquis von Asfeld.
- Infolge der Französischen Revolution wurde die Familie Asfeld vertrieben, das Schloss abgerissen und die Güter verkauft.
- Die Bahnstrecke Asfeld–Montcornet bestand von 1909 bis 1957.

### Bevölkerungsentwicklung
| Jahr                       | 1962 | 1968 | 1975 | 1982 | 1990 | 1999 | 2006 | 2018 |
| Einwohner                  | 843  | 803  | 926  | 1015 | 1061 | 976  | 972  | 1097 |
| Quellen: Cassini und INSEE |      |      |      |      |      |      |      |      |

## Bauwerke

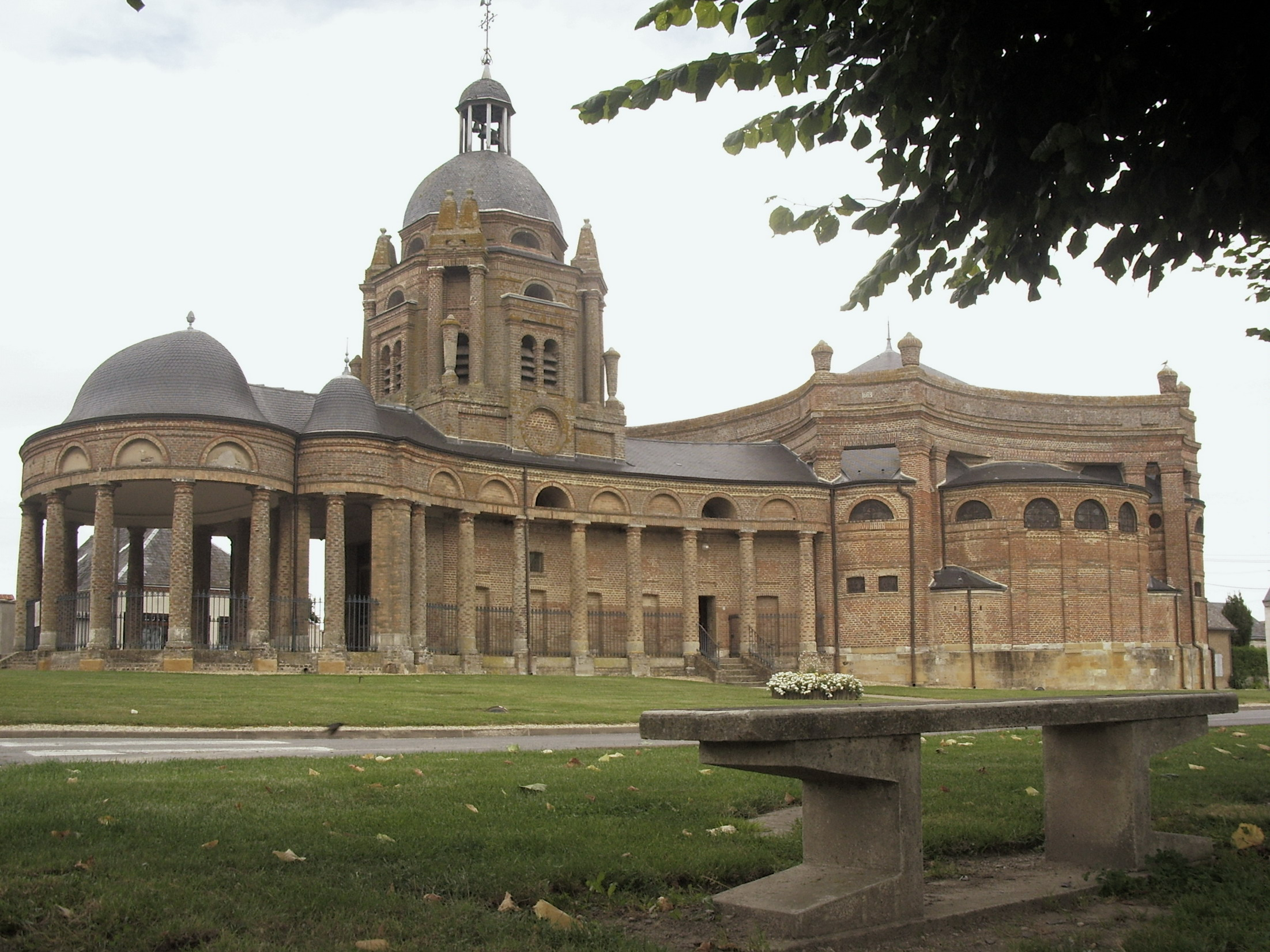
Kirche Saint-Didier in Asfeld

- Kirche St-Didier, 17. Jahrhundert
- ein burgähnliches Taubenhaus[1]

## Soldatenfriedhof
Im Jahr 1917, noch während des Ersten Weltkriegs, entstand in der Gemeinde ein Friedhof der gefallenen deutschen Soldaten.

## Gemeindepartnerschaften
- seit 1966 Harsefeld, Deutschland, mit aktiven vielseitigen Austauschen[3]